# Conoblemmus saussurei
Conoblemmus saussurei är en insektsart som beskrevs av Adelung 1910. Conoblemmus saussurei ingår i släktet Conoblemmus och familjen syrsor. Inga underarter finns listade i Catalogue of Life.